# Lucien Coquet (militaire)

Lucien Coquet, né le 12 avril 1869 à Rochefort (Charente-Maritime) et mort à Toulon le 14 mars 1947, est un officier supérieur pendant la Première Guerre Mondiale, président de la Société militaire d'escrime pour la 6e région militaire.

## Biographie
Fils du général Jean-Pierre-Hubert Coquet et d'Elisa Ruinat, il est né à Rochefort (Charente-Maritime) en avril 1869. Orphelin de père en 1882, il est élevé par sa mère, à Toulon. Il épouse Claire Bernard, à Toulon en 1898, avec l’autorisation du Général commandant le 15e corps d’armée, le Général Léon Metzinger. Il décède à Toulon en mars 1947.

## Carrière militaire
Lycéen à Toulon, Lucien est admis à l’école spéciale militaire de Saint-Cyr en octobre 1888, promotion du Grand Triomphe. Son frère ainé Hubert est exempt de service militaire, comme fils ainé. Sa fiche matricule est conservée aux AD du Var. Il suit des cours de tir au Camp de La Valbonne en 1892. Il intègre le 27e bataillon de chasseurs alpins comme sous-lieutenant en 1890 et devient capitaine en 1902. Il a été admis à l’école supérieure de guerre en mars 1900. Il entre au 28e bataillon de chasseurs alpins en 1904. Son dossier de la légion d’honneur et les pages de Gloire du 28e bataillon documentent son parcours militaire.
Pendant la guerre, dès 1914, il entre quelques mois au 68e bataillon de chasseurs alpins puis retourne au 28e BCA. Lucien Coquet est blessé dans la Somme, en novembre 1916. Il termine sa carrière à Metz comme directeur du service l'instruction physique. Il préside la Société militaire d'escrime pour la 6e région militaire. Sa carrière militaire cesse après plus de trente ans de service, en 1925 à Metz.

## Affectation
- 27e bataillon de chasseurs alpins le 1.10.1890, Marseille
- 25e bataillon de chasseurs alpins le 20.04.1902, à Saint Mihiel
- 28e bataillon de chasseurs alpins le 9.07.1912, à Grenoble
- 52e régiment d'infanterie coloniale le 1e.10.1917 [7]
- 106e régiment d'infanterie le 3.11.1918, à Chalons sur Marne[8]
- 154e régiment le 23.01.1922, à Metz.

## État de service
- Sous-lieutenant, le 1.10.1890,
- Lieutenant, le 1.10.1892,
- Capitaine, le 20.04.1902,
- Chef de bataillon, le 22.02.1915,
- Lieutenant-colonel le 23.11.1916.

## Distinctions
France
- Officier de la Légion d'honneur
  - Chevalier 1913
  - Officier 1917[9]

 Serbie
- Chevalier de l’aigle blanc de Serbie